# Stéphane Bonduel
Pour les articles homonymes, voir Bonduel.
Stéphane Bonduel, né le 30 novembre 1919 à Pékin (Chine), et mort le 16 décembre 2021 à Tonnay-Boutonne en Charente-Maritime, est un homme politique français. Il est une figure locale de la gauche radicale.
Il est le maire de la commune de Tonnay-Boutonne de 1953 à 1995 sous l'étiquette Parti radical de gauche, ce qui en fait la personne ayant occupé le plus longtemps ce mandat.

## Détail des fonctions et des mandats
Mandat parlementaire
- 28 septembre 1980 - 1er octobre 1989 : Sénateur de la Charente-Maritime